# Hercules A
Hercules A ist eine 2,1 Milliarden Lichtjahre entfernte elliptische Radiogalaxie im namensgebenden Sternbild Herkules.
In Aufnahmen im sichtbaren Spektralbereich erscheint Hercules A als typische elliptische Galaxie. Beobachtungen im Radiobereich zeigen jedoch über eine Million Lichtjahre große Plasma-Jets. Weitergehende Betrachtungen deuten darauf hin, dass die Galaxie, auch bekannt als 3C 348, mit rund 1015 Sonnenmassen die 1.000-fache Masse der Milchstraße besitzt, und dass deren zentrales Schwarzes Loch mit 4 Milliarden Sonnenmassen ebenfalls 1.000-fache Masse dessen der Milchstraße aufweist und somit eines der größten bekannten überhaupt ist. Wenngleich die Physik hinter den Jets noch nicht gänzlich klar ist, stammt deren Energie vermutlich aus dem Materiestrom zum Schwarzen Loch.